# Katarína Bašternáková
Katarína Bašternáková (ur. 12 października 1982) – słowacka tenisistka, medalistka letnich uniwersjad.

## Kariera tenisowa
W karierze wygrała dwa deblowe rangi ITF. 21 maja 2001 zajmowała najwyższe miejsce w rankingu singlowym WTA Tour – 292. pozycję, natomiast 7 lutego 2000 osiągnęła najwyższą lokatę w deblu – 441. miejsce.
Jako juniorka osiągnęła finał wielkoszlemowego Australian Open w 1999 roku w grze pojedynczej dziewcząt. W meczu mistrzowskim przegrała z Virginie Razzano wynikiem 1:6, 1:6.
W 2003 roku w Daegu oraz w 2005 roku w Izmirze zdobywała srebrne medale w konkurencji gry podwójnej podczas letnich uniwersjad. W obu turniejach jej partnerką była Stanislava Hrozenská.

## Wygrane turnieje rangi ITF
| turnieje z pulą nagród 100 000 $ |
| turnieje z pulą nagród 80 000 $  |
| turnieje z pulą nagród 60 000 $  |
| turnieje z pulą nagród 25 000 $  |
| turnieje z pulą nagród 15 000 $  |
| turnieje z pulą nagród 10 000 $  |

### Gra podwójna
|    | Data       | Turniej | Naw.    | Partnerka            | Przeciwniczki                     | Wynik                   |
| 1. | 20/06/1999 | Poznań  | Ceglana | Stanislava Hrozenská | Eva Fislová Gabriela Voleková     | 6:3, 7:5                |
| 2. | 05/11/2000 | Kair    | Ceglana | Alena Paulenková     | Daniela Klemenschits Ayako Suzuki | 1:4, 5:4(5–3), 4:1, 4:0 |

## Finały juniorskich turniejów wielkoszlemowych

### Gra pojedyncza (1)
| Końcowy wynik | Rok  | Turniej         | Nawierzchnia | Przeciwniczka    | Wynik finału |
| Finalistka    | 1999 | Australian Open | Twarda       | Virginie Razzano | 1:6, 1:6     |